# Ulica Czerwonego Krzyża w Warszawie
Ulica Czerwonego Krzyża – ulica na warszawskim Powiślu, biegnąca od ul. Solec i ul. Dobrej do ul. Leona Kruczkowskiego.

## Historia
Ulica powstała w latach 1897–1898 jako przedłużenie ul. Rozbrat i droga dojazdowa do niewielkiego szpitala Rosyjskiego Czerwonego Krzyża (stąd jej nazwa), znajdującego się w górnym biegu ulicy, przy krawędzi skarpy. Początkiem szpitala było kilka pawilonów wybudowanych przed 1885 pomiędzy skarpą a ul. Smolną. Główny gmach szpitalny powstał w latach 1896–1897. Mieścił administrację placówki, płatną lecznicę i bezpłatne ambulatorium. Przed budynkiem znajdował się klomb z fontanną. W 1914 jako ostatni w zespole powstał budynek administracyjny, przed 1939 nadbudowany według projektu Józefa Szanajcy.
Ulicę poszerzono w 1900; równolegle powstały wielkomiejskie kamienice będące pierwszą mieszkaniową zabudową ulicy. Pierwszą z wybudowanych kamienic wzniósł dla siebie architekt Jan Hinz, kolejną wyróżniała bogata secesyjna ornamentyka fasady.
Dalsze kamienice wznoszone przy ulicy Czerwonego Krzyża powstały po 1912; jedna z nich powstała dla budowniczego wielu warszawskich obiektów – Leona Drewsa, na miejscu kolejnych, dziś nie zachowanych przebiega jezdnia.
Za linią wiaduktu kolei średnicowej długo wznosiły się jedynie zabudowania szpitala, przejęte w 1915 przez Polski Komitet Pomocy Społecznej i mieszczące w późniejszym okresie Szpital Główny Polskiego Czerwonego Krzyża.
Wcześniej, w latach 1904–1914 powstał most Poniatowskiego, zwany ówcześnie mostem Mikołajewskim lub III Mostem. Wraz z nim powstał długi na około 700 metrów wiadukt, stanowiący połączenie mostu z Al. Jerozolimskimi.
W latach dwudziestych przy ul. Czerwonego Krzyża powstały kolejne domy, w 1933 tunelem i nasypem kolei średnicowej pojechały pierwsze pociągi. Powstała stacja PKP Warszawa Powiśle.
Nad ulicą powstała wtedy arkada wiodąca do mostu średnicowego; do wybuchu wojny kolejne domy wypełniły zabudowę ulicy.
W 1939 uszkodzeniu uległa tylko jedna kamienica; większe zniszczenia przyniósł 1944 – kilka domów legło wtedy w gruzach, szpital spłonął, zaś sam wiadukt został wysadzony w powietrze przez Niemców.
Po 1945 rozebrano część dawnych zabudowań; odbudowano zgodnie z pierwowzorem wiadukt średnicowy oraz dostawiono doń drugi, również kolejowy.
Uchwałą Rady Narodowej m.st. Warszawy z dnia 24 sierpnia 1951 wschodni odcinek ulicy pomiędzy ulicami Wybrzeże Kościuszkowskie i Dobrą przemianowano na ul. Stefana Jaracza. Przed 1968 powstała nowa ul. Kruczkowskiego, która wchłonęła początkowy fragment dawnej ulicy Czerwonego Krzyża.
Z zabudowań szpitala rozebranych ostatecznie w latach 70. ocalał tylko dawny pawilon chorób wewnętrznych im. cesarzowej Marii Aleksandrowny pod adresem Smolna 6. Na pozostałym terenie urządzono skwer.
W kamienicy Spółdzielni Domostwo przy ul. Czerwonego Krzyża 6 od 2002 do wyprowadzki do Pałacu Prezydenckiego w 2006 mieszkali przyszły prezydent RP Lech Kaczyński wraz z żoną Marią.